# HD 122844
HD 122844，又名CP-54 5887，SAO 241430、HR 5278，是一颗恒星，视星等为6.17，位于銀經313.63，銀緯6.65，其B1900.0坐标为赤經13h 59m 4.6s，赤緯-54° 6.65′ 22″。